# Назаре (Токантинс)

Назаре на карте штата.

Назаре (порт. Nazaré) — муниципалитет в Бразилии, входит в штат Токантинс. Составная часть мезорегиона Западный Токантинс. Входит в экономико-статистический микрорегион Бику-ду-Папагаю. Население составляет  4 386 человек на 2010 год. Занимает площадь 395,907 км². Плотность населения — 11,08 чел./км².

## Демография
Согласно сведениям, собранным в ходе переписи 2010 г. Национальным институтом географии и статистики (IBGE), население муниципалитета составляет:
| Полное население                               | Полное население                               | Полное население                               | Полное население                               | 4 386 |
| ---------------------------------------------- | ---------------------------------------------- | ---------------------------------------------- | ---------------------------------------------- | ----- |
| в том числе:                                   | Городское население                            | 1 991                                          | Процент городского населения, %                | 45,39 |
|                                                | Сельское население                             | 2 395                                          | Процент сельского населения, %                 | 54,61 |
|                                                | Мужское население                              | 2 262                                          | Процент мужского населения, %                  | 51,57 |
|                                                | Женское население                              | 2 124                                          | Процент женского населения, %                  | 48,43 |
| Плотность населения, чел/км²                   | Плотность населения, чел/км²                   | Плотность населения, чел/км²                   | Плотность населения, чел/км²                   | 11,08 |
| Население муниципалитета в % к населению штата | Население муниципалитета в % к населению штата | Население муниципалитета в % к населению штата | Население муниципалитета в % к населению штата | 0,32  |

По данным оценки 2016 года население муниципалитета составляет 4 177 жителей.

## Статистика
- Валовой внутренний продукт на 2003 составляет 9.504.998,00 реалов (данные: Бразильский институт географии и статистики).
- Валовой внутренний продукт на душу населения на 2003 составляет 1.712,61 реалов (данные: Бразильский институт географии и статистики).
- Индекс развития человеческого потенциала на 2000 составляет 0,648 (данные: Программа развития ООН).

## Важнейшие населенные пункты
| № | Населённый пункт     | Населённый пункт (порт.) | Категория | Население чел. (2010) | На карте                       |
| - | -------------------- | ------------------------ | --------- | --------------------- | ------------------------------ |
| 1 | Назаре               | Nazaré                   | город     | 1991                  | 6°22′25″ ю. ш. 47°39′47″ з. д. |
| 2 | Пьясаба              | Piaçaba                  | поселок   | 511                   | 6°19′03″ ю. ш. 47°47′35″ з. д. |
| 3 | Брежинью             | Brejinho                 | поселок   | 408                   | 6°20′02″ ю. ш. 47°50′33″ з. д. |
| 4 | Тукунс (Санта-Элена) | Tucuns (Santa Helena)    | поселок   | 272                   | 6°16′25″ ю. ш. 47°51′51″ з. д. |
| 5 | Карраску             | Carrasco                 | поселок   | 229                   | 6°22′21″ ю. ш. 47°44′31″ з. д. |
| 6 | Мата-Гранди          | Mata Grande              | поселок   | 171                   | 6°22′08″ ю. ш. 47°41′04″ з. д. |
| 7 | Гротан-ду-Далмасиу   | Grotão do Dalmásio       | поселок   | 131                   | 6°19′58″ ю. ш. 47°51′33″ з. д. |